# Sophie-Wilhelmine de Saxe-Cobourg-Saalfeld
Titre
Princesse consort de Schwarzbourg-Rudolstadt
8 février 1720 – 4 décembre 1727
(7 ans, 9 mois et 26 jours)
Sophie Wilhelmine de Saxe-Cobourg-Saalfeld, née le 9 août 1693 à Saalfeld et décédée le 4 décembre 1727 à Rudolstadt, était une princesse de Saxe-Coburg-Saalfeld par naissance et une princesse de Schwarzbourg-Rudolstadt par mariage.

## Biographie
Sophie Wilhelmine est la plus jeune fille de Jean-Ernest de Saxe-Saalfeld (1658–1729) de son second mariage avec Charlotte-Jeanne de Waldeck-Wildungen.
Le 8 février 1720 à Saalfeld, Sophie Wilhelmine épouse Frédéric-Antoine de Schwarzbourg-Rudolstadt. Le couple a trois enfants :
- Jean-Frédéric de Schwarzbourg-Rudolstadt (1721–1767), marié en 1744 à Bernardine Christiane Sophie de Saxe-Weimar-Eisenach (1724–1757) ;
- Sophie Wilhelmine de Schwarzbourg-Rudolstadt (1723) ;
- Sophie Albertine de Schwarzbourg-Rudolstadt (1724–1799).